# MedcoEnergi
PT Medco Energi Internasional Tbk ou MedcoEnergi  é uma companhia petrolífera estatal da Indonésia.

## História
A companhia foi estabelecida em 1980.